# BIS Records
BIS Records AB (AB is Zweeds voor N.V.)  te Åkersberga is een platenlabel uit Zweden, gespecialiseerd in klassieke muziek. Ze hebben zo'n 1500 albums uitgebracht.
BIS is opgericht in 1973 door Robert von Bahr. Het label verzorgde in eerste instantie opnamen van muziek uit de noordse landen Zweden, Noorwegen en Finland, maar al snel beperkt men zich niet meer en brengt muziek van overal ter wereld uit. Naast Moderne Muziek geeft men ook albums uit met klassieke muziek van vorige eeuwen. In het totaalpakket heeft men een aantal series opgebouwd, die hun gelijke niet kennen. Zo heeft men een serie van de complete werken van Jean Sibelius, die de komende 3 jaar (vanaf 2007) worden uitgegeven in boxen per soort muziek. Daarnaast lopen er nog series met muziek van onder andere Kalevi Aho, Alfred Schnittke en Jón Leifs. Met Schnittke was men hun collegae voor; ze hadden al een aantal opnamen uitgegeven voordat "de rest" ermee begon. Ze waren de eersten die zijn 5e symfonie uitgaven, het werk voor het 100-jarig bestaan van het Concertgebouworkest.
Opnamen van/voor BIS worden gekenmerkt door een zeer heldere geluidskwaliteit (vergelijkbaar met Chandos en ECM Records); inmiddels hebben ook andere labels dit, maar BIS was daarin zeer vooruitstrevend. BIS vermeldde als een van de weinige een waarschuwing op de eerste Compact discs (1983); de dynamiek kon weleens te veel worden voor de oude luidsprekers. Een van hun eerste albums op cd was een album met slagwerkmuziek van Kroumata Ensemble; de waarschuwing was niet voor niets.
Opnamen van BIS kan men altijd herkennen. Aan het eind van de muziek wordt de cd nooit direct afgesloten; er worden een aantal seconden stilte aan toegevoegd. De achterflap van de cd is bijna altijd geheel zwart. 
Robert von Bahr heeft in het begin van het cd-tijdperk zijn beklag eens gedaan bij Gramophone, een maandblad op het gebied van klassieke muziek. Jonge componisten (en liefhebbers van hun muziek) klaagden, dan toch vooral het standaardrepertoire werd uitgegeven. Bahr beantwoordde met te schrijven, dat BIS wel wilde, maar dat de uitgeverijen voor dat prille repertoire zulke hoge vergoedingen vroeg, dat een opname van die muziek niet winstgevend was, zelfs niet met de muziek van Schnittke.   
BIS werd overgenomen door Apple Inc. in 2023.